# Tetiana Zajarova
Tetiana Pavlivna Zajarova  (nacida el 29 de enero de 1951 en Óblast de Cherkasy, Unión Soviética) es una exjugadora de baloncesto ucraniana. Consiguió 3 medallas en competiciones oficiales con la URSS.